# Leptus ignotus
Leptus ignotus är en spindeldjursart som först beskrevs av Oudemans 1903.  Leptus ignotus ingår i släktet Leptus, och familjen Erythraeidae. Arten är reproducerande i Sverige.